# Vương Dĩ Luân
Vương Dĩ Luân (tiếng Trung: 王以綸, sinh ngày 18 tháng 3 năm 1996) là một diễn viên, ca sĩ và DJ người Canada. Anh là thành viên của nhóm nhạc nam Đài Loan SpeXial từ 2015 đến 2017.

## Tiểu sử
Vương Dĩ Luân sinh ngày 18 tháng 3 năm 1996 tại Đài Loan. Gia đình anh di cư đến Canada khi anh mười tuổi, nơi anh học trong tám năm. Năm 2012, Luân được xếp hạng thứ hai trong một cuộc thi người mẫu ở Vancouver. Trong nửa cuối năm 2014, anh gia nhập nhóm nhạc nam Đài Loan SpeXial cùng với hai thành viên mới khác. Anh ra mắt tại SpeXial dưới tên tiếng Anh là "Riley" vào ngày 13 tháng 1 năm 2015.
Anh ra mắt với tư cách là một diễn viên vào năm 2017, đóng vai trò chính trong loạt web Long For You. Anh cũng đã xuất hiện trong loạt web như Attention, Love!, Long For You 2 và I Hear You.
Vào ngày 25 tháng 8 năm 2017, Luân tuyên bố rằng anh sẽ rời SpeXial sau khi hợp đồng của anh bị hủy bỏ do "các mục tiêu nghề nghiệp khác nhau". Việc anh rời khỏi nhóm diễn ra cùng ngày hôm đó. Sau khi ra đi, SpeXial trở thành một nhóm gồm chín thành viên.

## Danh sách phim

### Phim truyền hình
| Năm  | Tựa đề                                    | Vai             | Bạn diễn                                              | Ghi chú                 |  |
| ---- | ----------------------------------------- | --------------- | ----------------------------------------------------- | ----------------------- |  |
| 2017 | Khoảng Cách Năm Ánh Sáng Giữa Anh Và Em   | Lý Triết        | Châu Vũ Đồng, Tống Uy Long                            | Vai phụ                 |  |
| 2017 | Nghỉ Nghiêm! Anh Yêu Em                   | Vương Tấn Lễ    | Tăng Chi Kiều, Khâu Thắng Dực                         | Vai phụ                 |  |
| 2018 | Khoảng Cách Năm Ánh Sáng Giữa Anh Và Em 2 | Diệp Cố         | Hứa Hiểu Nặc                                          | Vai chính               |  |
| 2019 | Câu Chuyện Cảm Động Nhất                  | Diệp Trữ Vi     | Triệu Lộ Tư                                           | Vai chính               |  |
| 2019 | Chín Cây Số Tình Yêu                      | Lâm Thứ         | Lý Đình Đình                                          | Vai chính               |  |
| 2020 | Ai Cũng Khao Khát Gặp Được Em             | Đào Luân        | Chương Nhược Nam, Trương Triết Hạn                    | Vai phụ                 |  |
| 2020 | Mối Tình Đầu Nhiều Năm Như Thế            | Nhan Kha        | Vạn Bằng                                              | Vai chính               |  |
| 2020 | Nửa là đường mật, nửa là đau thương       | Lý Tiểu Xuyên   | Bạch Lộc, La Vân Hi                                   | Vai phụ                 |  |
| 2023 | Hộ tâm                                    | Bạch Hiểu Sinh  | Châu Dã,Hầu Minh Hạo                                  | Vai phụ                 |  |
| 2023 | Học Viện Tư Lập Thục Sơn                  | Cừu Kỳ          | Trần Ngọc Kỳ, Vương Nhất Bác                          | Vai phụ                 |  |
| 2024 | Đại Mộng Quy Ly                           | Nhiễm Di        | Hầu Minh Hạo, Trần Đô Linh, Điền Gia Thuỵ, Trình Tiêu | Khách mời (Tập 4, 5, 6) |  |
| 2025 | Thư Quyển Nhất Mộng                       | Thượng Quan Hạc |                                                       | Vai phụ                 |  |